# الحقيبة الحمراء (الحكومية)

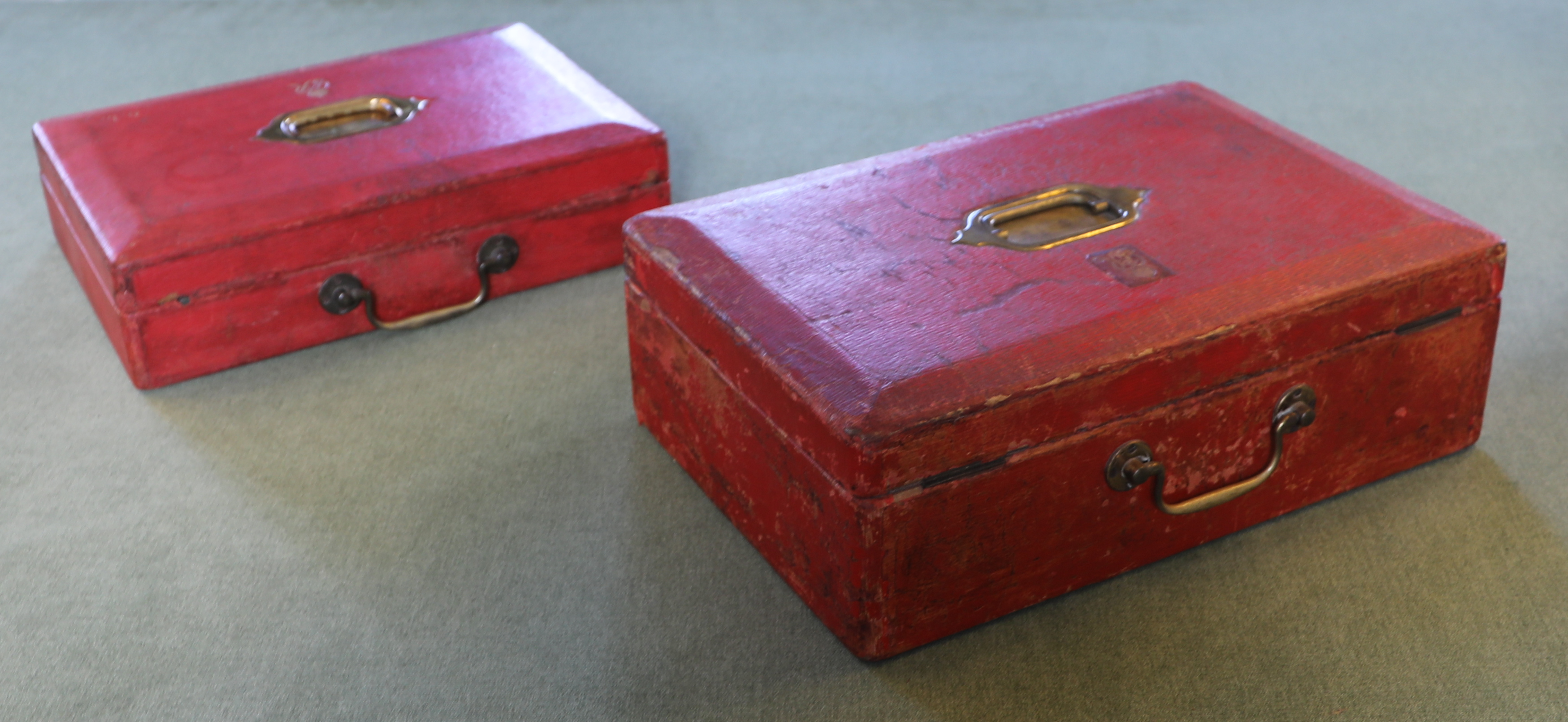
زوج من حقائب الإيفاد

تُسمى الحقائب الحمراء وفي بعض المرات الحقائب الوزارية، هي نوع من حقائب الإيفاد، يُنتجها مصنع بارو وجيل ويستعملها الوزراء في الحكومة البريطانية والعاهل البريطاني لحمل الوثائق الحكومية،  شبيهة بشكلها لحقيبة المستندات، تُستعمل هذه الحقائب أساساً لحفظ ونقل الوثائق الإدارية الرسمية من مكان لآخر، تُعتبر الحقائب الحمراء هي الشكل العصري الوحيد من من حقائب الإيفاد، والتي كانت موجود في الحكومة لقرون، تصميم آخر  مختلف من حقائب الإيفاد  هذه ما يزال يُستعمل في مجلس العموم البريطاني والبرلمان الأسترالي، وتحمل هذه الحقائب كتب دينية، ولكنها تُستعمل أيضا كمنبر لنواب المقاعد الأمامية.

## الحقائب الوزارية

### الاستعمال
حسب ما ذكرته وزراة المالية البريطانية:
يجب على الورزاء استعمال حقائب يد عادية ذات قفل لنقل الوثائق المُصنفة بالخاص أو ما دون هذا التصنيف، أما للوثائق المنصفة بمستوى سرية أعلى (مثل تصنيف سري) فيجب عليهم استعمال حقائب الإيفادة، وتقدم لهم هذه الحقائب مستوى أمان أعلى وتكون بالغالب حمراء اللون، من ناحية آخرى، هناك نسخة من الحقيبة خاصة للسفر باللون الأسود وتقدم  مستوى آمان يشابه مستوى الحقيبة الحمراء، ولكنها مصممة لتبدو أقل بروزاً، يتسعمل الوزراء الحقائب الإفادية أثناء العمل لنقل أغلب الوثائق لما توفره  من مستوى آمان عالي.

### التصميم
تغير تصميم الحقائب الوزارية قليلاً منذ الستينيات من القرن السابع عشر،
تُصنع الحقائب في لندن بواسطة بارو وجيل، مغطاة بجلد كبش أحمر اللون ومنقوش عليه الرمز الملكي واللقب الوزاري، صُنعت الحقيبة ذات ال 2-3 كيلوجرام من شجر صنوبر بطيء النمو، مبطنة بحرير أسود ورصاصي، وعلى عكس حقائب اليد السائد، يقع القفل في أسفل الحقيبة، في الجهة الآخرى من المقبض والمفصلات، لضمان تأكد الشخص من إقفالها قبل حملها.
ظل اللون الأحمر اللون التقليدي لهذه الحقائب، أما البطانة الرصاصية  (والتي استمرت في التصاميم الجديدة) فقد كانت معنية سابقاً لضمان غوص الحقيبة في البحر عند رميهاً في حالات الاختطاف، والحقيبة كذلك مضادة للانفجار، صُممت هذه الحقائب لكي تنجو من أي كارثة تسقط على حاملها.
بعض الحقائب مستثانة من اللون الأحمر وهي تلك الحقائب التي يحملها منظمي الأحزاب، وهي حقائب مغلفة بجلد أسود، متوفرة هذه الحقائب السوداء السرية أيضا للوزراء الذين بحاجة للسفر عبر القطار.

### التكلفة
كلفت حقيبة واحدة من هذه الحقائب 865.43 يورو عام 2010، أنفقت الحكومة البريطانية ما بين عام 2002 و2007 حوالي 57,260 يورو على حقائب جديدة.

## نسخ أخرى

### حقيبة الميزانية

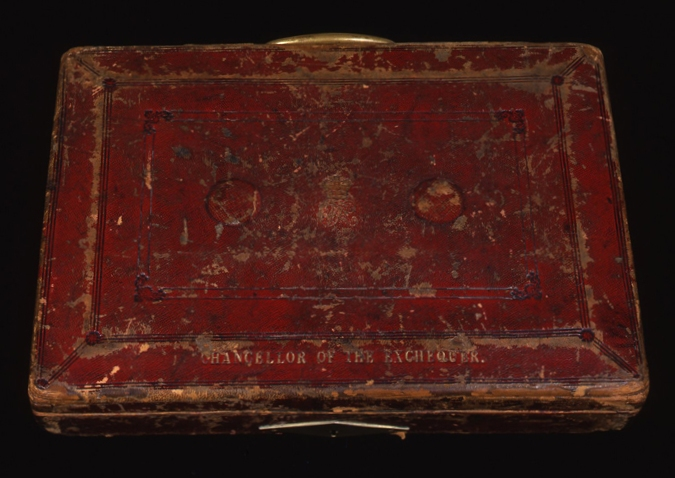
حقيبة جلادستون للميزانية ، صُنعت حوالي عام 1860

ربما أشهر الحقائب الحمراء هي حقيبة الميزانية، والتي يتم عرضها للمصورين خارج شارع داونينج 11 عندما يعلن وزير المالية عن خطة مجلس الوزراء للميزانية السنوية،  أول حقيبة ميزانية صُنعت لوليام ايوارت جلادستون عام 1860 تقريباً حيث كانت مبطنة بالحرير الأسود ومغطاة بجلد قرمزي، وقد استخدم هذه الحقيبة كل وزير مالية حتى عام 2011، باستثناء جيمس كالاهان الوزير من عام 1964 وحتى 1967 وجوردان براون الوزير من عام 1997 حتى عام 2007، واللذان حصلا على حقائب جديدة بتفويض عام 1965 و1997 على التوالي، استعمل كل من اليستير دارلينج الوزير من عام 2007 حتى 2010 و جورج اوزبورن الوزير عام 2010 حقيبة ميزانية جلادستون ولكنها سُحبت بعد ذلك بسبب تهالكها وسوف تُعرض في متحف غرفة حرب تشرشل، ومنذ شهر مارس عام 2011 اُستعملت حقيبة ميزانية جديدة بتفويض من مركز المحفوظات الوطنية.
صُنعت حقيبة الميزانية لعام 1997 من خشب صنوبر أصفر مع مقبض وقفل نحاسي، مغلفة بجلد قرمزي ومطبوع عليها الرمز الملكي وأسفلها مكتوب وزير المالية.

### الحقائب الملكية الحمراء
الحقائب الحمراء الأخرى الجديرة بالذكر هي تلك التي تُسلم إلى العاهل البريطاني كل يوم من الوزارات الحكومية بواسطة خادم العائلة (باستثناء يوم عيد الميلاد ويوم الفصح)، تحتوي هذه الحقائب على وثائق مجلس الوزراء ووزارة الخارجية وشؤون الكومنولث، أغلب هذه الوثائق يجب للعاهل توقيعها والموافقة الملكية عليها قبل أن تُطبق كقوانين.

### الحقائب الخضراء
الامناء الدائمون والذين يعتبرون موظفين مدنيين وليسو أعضاء برلمان أو لوردات، يملكون حقائب مشابهة ولكنها خضراء اللون، وهذه الحقائب الخضراء لها نفس الخصائص الموجودة لدى الحقائب الوزارية الحمراء.

## الاستعمال في سانغافورا
قال رئيس الوزراء السنغفوري السابق لي كوان يو أنه استعمل حقيبة حمراء مشابهة للحقائب البريطانية والاختلاف كان بالشعار، وكشف وزير التعليم هنغ سوي كيت والذي كان سكرتير الرئيس لي الخاص سابقاً، في منشور على موقع الفيسبوك أن الرئيس لي استمر في استخدام الحقيبة الحمراء حتى الرابع من شهر فيبرايبر عام 2015، أي في اليوم السابق لدخوله الأخير للمستشفى.

## الاستعمال في سيريلانكا
حتى نهاية العشرية الأولى من القرن الواحد والعشرين، استعمل وزير المالية حقيبة حمراء مطبوع عليها الشعار الوطني لحمل خطط مجلس الوزراء للميزانية السنوية، بشكل يماثل حقيبة الميزانية للحكومة البريطانية.